# Grad Stara Soteska
Grad Stara Soteska (nemško Alt Ainöd) stoji v naselju Loška vas v občini Dolenjske Toplice.

## Zgodovina
Grad je bil prvič omenjen leta 1145 kot "Taeure" in leta 1313 kot "Teber" in kot "Vest ze Ainöd", čeprav naj bi po Valvasorjevem pričanju stal že leta 1231, ko se omenjata Soteška viteza Rudolf in Ulrik. Zaradi romanske zidave gradu, se čas njegove izgradnje uvršča v 12. stol. Zgodovinarji menijo, da je bil grad v začetku v lasti Spanheimskih ministerilov plemenitih Črnomaljskih, nato Koroških vojvod in po letu 1277 Goriških grofov. Leta 1326 najdemo prvega dokumentiranega lastnika gradu, goriškega vazala Hermana Soteškega, brata Henrika Črnomaljskega. Grad je l.1440 v vojni s Habsburžani razdejal celjski vojskovodja Jan Vitovec. Leta 1444 je grad zapustila vdova viteza Erazma Soteškega in ga predala vitezom Širskim. Leta 1506 je bil opuščen.
Po Valvasorju naj bi grad obdajalo trojno obzidje in krona stolpov. V skalo je imel vsekane ječe, kjer so zapirali in mučili ujete Turke. Te so mu nadeli poseben naziv "Zeleni grad". Konec 15. stol. je lastnik gradu Jurij Širski v ječo zaprl svojo hči, ker se je proti njegovi volji zaljubila v učitelja. Dostop do gradu je zelo verjetno zapiral še en dodaten stolp, v virih omenjen kot "turren".

## Lastniki
Prvotni lastniki so bili spanheimski ministeriali črnomaljski, nato je bil v posesti koroških vojvod do leta 1277, ko ga prevzamejo Goriški grofi. Leta 1326 ga ima v posesti goriški vazal Herman Soteški. Leta 1448 si posestvo z ženitvijo pridobijo 
plemiči Širski.